# Верзе
Верзе (нем. Werse) — река в Германии, протекает по земле Северный Рейн-Вестфалия. Площадь бассейна реки составляет 762,47 км². Длина реки — 66,6 км.
Истоки реки находятся в районе холмов Beckumer Berge, около города Беккум.
Этимология названия реки не установлена, одной из основных версий считается слово «река», на до-индоевропейском, т. н. «васконском» языке.
Степень загрязнения реки отходами сельскохозяйственных предприятий довольно высокая, в 2012 году ей был присвоен 2 класс качества.
В конце 1960-х годов были предприняты значительные усилия по усовершенствования водного хозяйства Верзе с целью увеличения эффективности использования её вод в сельском хозяйстве долины реки.
Несмотря на загрязнение воды, в реке водится достаточно большое количество рыбы: окунь, щука, судак, линь, сом и прочие. В долине Верзе водятся нетипичные для данного региона зимородок и уж обыкновенный.
Туристическая и рекреационная инфраструктура представлена спортивными секциями каноэ, которых в прибрежных населённых пунктах насчитывается более 12, и множеством лодочных станций, принадлежащих студенческой корпорации. Также, как и в других живописных уголках страны, есть оборудованные зоны для пикников, кемпинга и палаточного туризма. Вдоль реки проложена система велодорожек Werseradweg.

## Наводнения
Среднегодовой ущерб от вызываемых обильными дождями наводнений на Верзе оценивается в 280 тыс. евро в год, более всего страдают города Ален и Мюнстер. После двух крупных наводнений 1993 и 1995 годов агентством окружающей среды земли Северный Рейн-Вестфалия был принят план действий в случае угрозы наводнения на Верзе.